# Flint Hills
Die Flint Hills, historisch auch als Bluestem Pastures oder Blue Stem Hills bekannt, sind eine Region im östlichen Kansas und im nördlichen Zentral-Oklahoma in den Vereinigten Staaten und wurden nach den reichlich vorhandenen Resten von Feuerstein benannt, die aus dem Grundgestein erodiert wurden und nahe oder an der Oberfläche liegen. Sie bestehen aus einem Band von Hügeln, das sich von Kansas bis Oklahoma erstreckt, vom Marshall und Washington County im Norden bis Cowley County, Kansas sowie Kay und Osage County in Oklahoma im Süden und vom Geary County im Westen bis zum Shawnee County im Osten. Im Süden schließen sich die Osage Hills an.
Die Ökoregion der Flint Hills weist die dichteste Bedeckung von intakter Hochgrasprärie in Nordamerika auf. Aufgrund des felsigen Bodens konnten die ersten Siedler den Boden im Gebiet der Flint Hills nicht mit Pflügen bearbeiten, was dazu führte, dass Rinderfarmen im Gegensatz zu den für die Great Plains typischen Ackerflächen vorherrschend sind. Diese Ranches sind auf jährliche kontrollierte Brände angewiesen, die von den Ranchern jedes Frühjahr durchgeführt werden, um die Präriegräser zu erneuern, damit die Rinder grasen können.
Das Flint Hills Discovery Center, ein Wissenschafts- und Geschichtsmuseum mit Schwerpunkt auf den Flint Hills, wurde im April 2012 in Manhattan, Kansas, eröffnet.

## Beschreibung
Der Entdecker Zebulon Pike prägte den Namen Flint Hills erstmals 1806, als er in sein Tagebuch eintrug: „passed very ruff flint hills“. Das zugrunde liegende Grundgestein der Hügel ist ein feuersteinartiger Kalkstein. Die Hügel erstrecken sich auf über 300 km in Nord-Süd-Richtung, an der Ostseite fallen sie stärker ab und stellen damit den Übergang von den tiefer gelegenen Central Lowlands zu den höheren Great Plains dar. Der größte Teil ist mit Präriegras bewachsen, nur in Flusstälern und im Nordwesten der Flint Hills wird Landwirtschaft betrieben. Außer in Fluss- und Bachtälern gibt es kaum Bäume. Die Sommer sind feucht und der jährliche Niederschlag liegt zwischen 700 und 900 mm. Die größte Stadt in dem Gebiet ist Manhattan, die Hügel können über den Flint Hills Scenic Byway erreicht werden, der durch die Region führt.

## Geologie

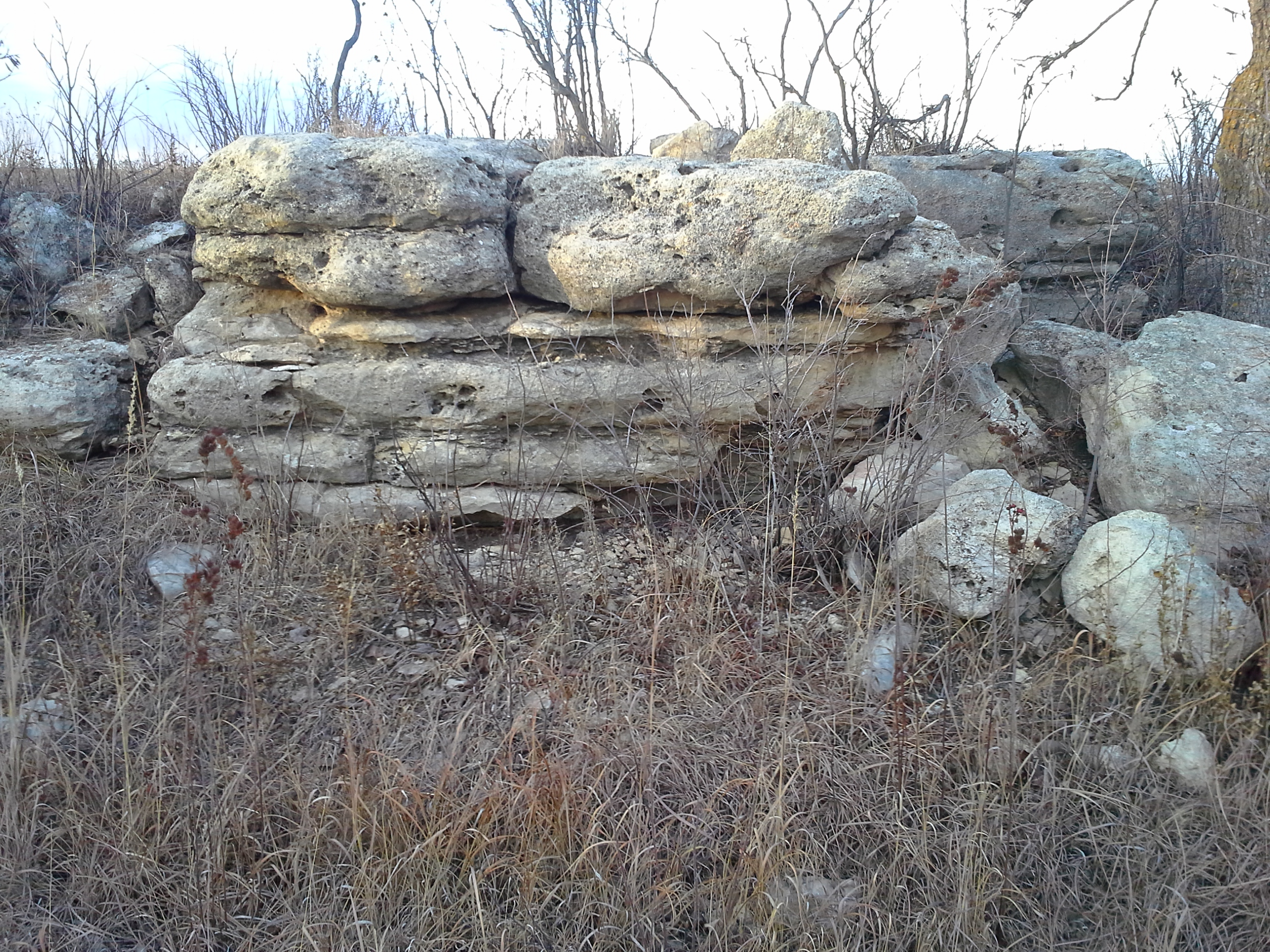
Kalkstein südlich von Manhattan.

Die in den Flint Hills freiliegenden Gesteine wurden vor etwa 250 Millionen Jahren während dem Perm abgelagert. Während dieser Zeit war ein Großteil des zentralen Nordamerikas, einschließlich Kansas und Oklahoma, mit flachen Meeren bedeckt. Infolgedessen besteht ein Großteil der Flint Hills aus abwechselnden Schichten aus Kalkstein und weicherem Schiefer mit zahlreichen Fossilien prähistorischer Meeresbewohner. Erosion in der jüngeren Erdgeschichte hat dazu geführt, dass die Hügel teils ein stufenförmiges Aussehen haben, da die verschiedenen Gesteinsschichten unterschiedlich schnell verwittern. Die bemerkenswerteste Schicht aus Hornstein-haltigem Kalkstein ist das Florence Limestone Member, das etwa 14 Meter dick ist. Zahlreiche Straßendurchbrüche aus dem Florence Member sind entlang der Interstate 70 im Riley County, Kansas, zu finden. Im Gegensatz zu den pennsylvanischen Kalksteinen im Osten enthalten jedoch viele der Kalksteine in den Flint Hills mehrere Bänder aus Hornstein oder Feuerstein. Da Hornstein viel weniger löslich ist als der ihn umgebende Kalkstein, ist durch die Verwitterung des Kalksteins ein Lehmboden mit reichlich Hornsteinkies zurückgeblieben. Die meisten Hügelkuppen in der Region sind mit diesem Hornsteinkies bedeckt.
Der höchste Punkt in den Flint Hills ist der Butler County High Point mit einer Höhe von 512 m.

## Umwelt

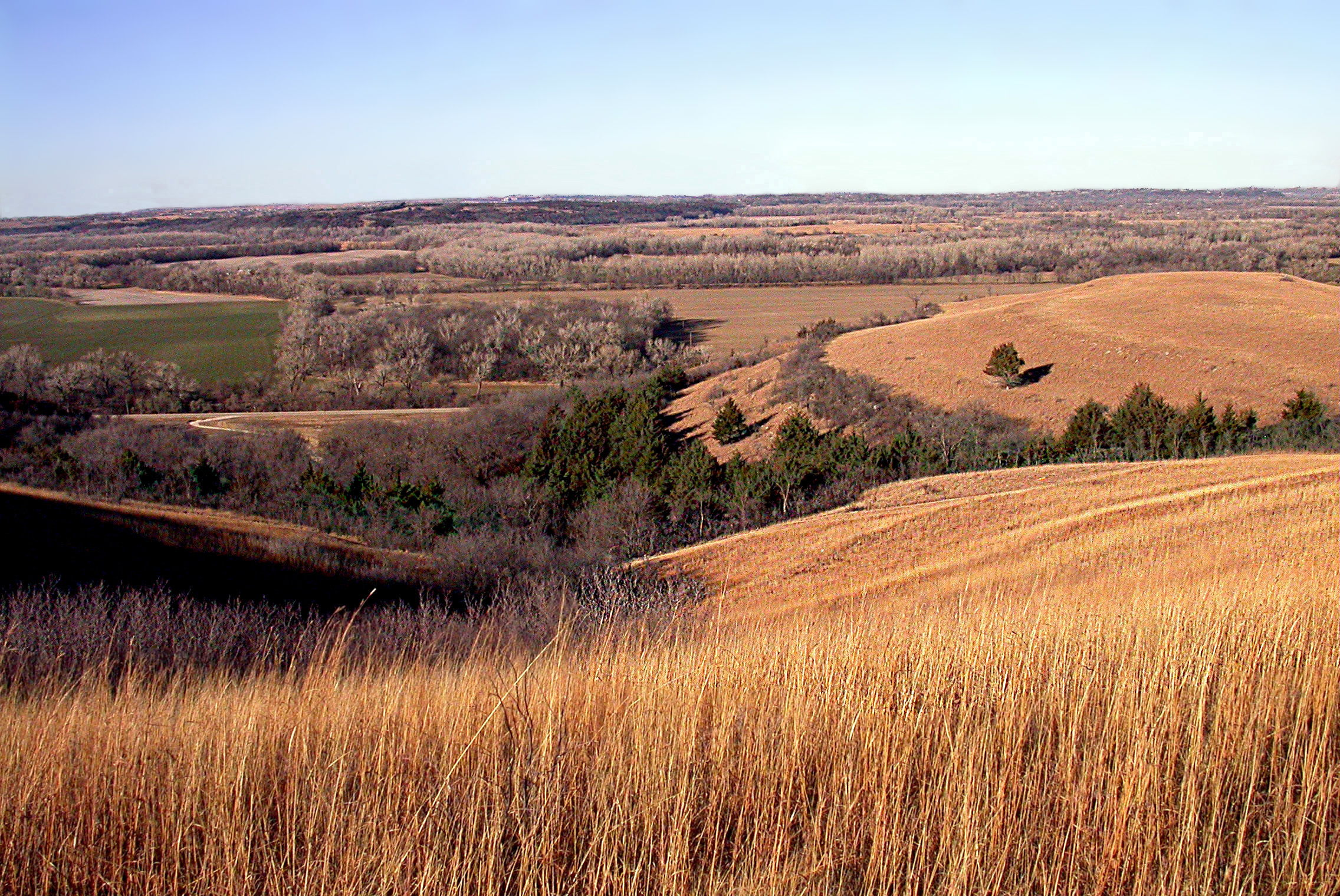
Hochgrasprärie im Konza Prairie Preserve in den Flint Hills

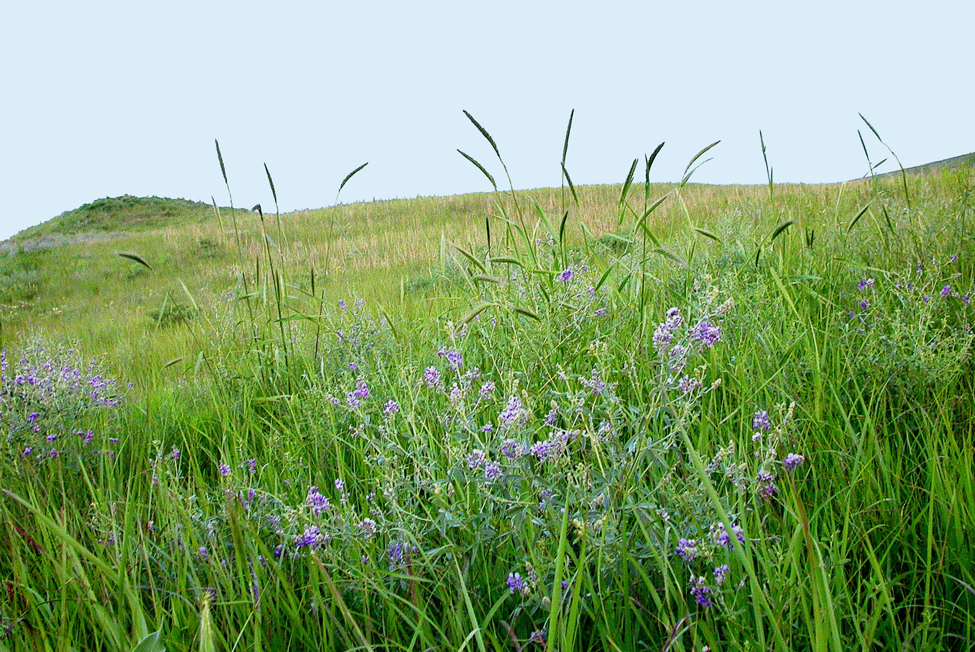
Präriegras im Frühsommer

Ab Mitte des 19. Jahrhunderts verdrängten Siedler die amerikanischen Ureinwohner in den Flint Hills. Aufgrund der flachen Aufschlüssen von Kalkstein und Hornstein, die direkt unter der Bodenoberfläche liegen, waren Mais- und Weizenanbau in weiten Teilen des Gebiets nicht möglich, da das Land nicht gepflügt werden konnte. Aus diesem Grund wurde die Viehzucht zur wichtigsten landwirtschaftlichen Tätigkeit in der Region.

### Flora und Fauna
Von den einst über 600.000 km² Hochgrasprärie zwischen Texas und Kanada sind durch Ackerbau und Besiedlung nur etwa 4 Prozent erhalten. Die Flint Hills wurden nie großflächig landwirtschaftlich bearbeitet und sind bis heute nur spärlich besiedelt. Sie stellen deshalb die größte verbliebene Ausdehnung intakter Hochgras-Prärie in den Vereinigten Staaten dar. Sie bieten die beste Möglichkeit, den einzigartigen Lebensraum, der einst die weiten Great Plains bedeckte, nachhaltig zu erhalten. Dennoch werden einheimische Pflanzenarten durch konkurrierende eingeführte Pflanzen und Tiere bedroht. Auch eine Zerstückelung der verbliebenen Prärie durch Landwirtschaft stellt eine Gefahr für Tiere wie das Präriehuhn dar, da diese zusammenhängende Grasflächen benötigen. Die meisten Ebenen, wie z. B. das zentrale Hochgrasland im Norden, haben bessere Böden als die Flint Hills und eine reichere Pflanzendecke, sind deshalb aber fast vollständig in Ackerland umgewandelt worden.
Durch Feuer und Beweidung wird die Tallgrass-Prärie regelmäßig erneuert, wodurch auch das Wachstum von Bäumen und Sträuchern eingedämmt wird. Führende Grasarten sind Big Bluestem (Andropogon gerardi), Switchgrass (Rutenhirse) und Indian Grass (Sorghastrum nutans). Die hier heimischen Gräser werden bis zu 3 m hoch und haben etwa 4,50 m tiefe Wurzeln, mit denen sie an Grundwasser gelangen können.
Zu den in den Flint Hills heimischen Tieren gehören die amerikanischen Bisons, die einst zu Millionen in der Gegend weideten und fast vollständig ausgerottet wurden, jetzt aber wieder angesiedelt sind. Die Wapiti, die früher die Region durchstreiften, sind hier mittlerweile verschwunden.
Im Zuge einer Studie aus dem Jahr 2024, die die Gräser und Orthopteras in der Konza Prärie zwischen 1996 und 2017 kartierten, konnte eine neue Ursache für den starken Schwund der (weltweiten) Insektenpopulationen ausgemacht werden. Aufgrund des Klimawandels und des damit verbundenen zunehmenden CO₂-Gehalts in der Luft entsteht eine Nährstoffverdünnung in den Pflanzen, die für Orthopteras essenzielle Elemente wie Stickstoff und Phosphor verringert. Diese müssen größere Mengen minderwertiger Nahrung aufnehmen, was ihren Energiehaushalt belastet, ihre Entwicklung verlangsamt und ihre Fortpflanzung einschränkt.

### Schutzgebiete
Die United States Environmental Protection Agency und der WWF haben die Flint Hills als Ökoregion ausgewiesen, die sich von anderen Grasländern der Great Plains abgrenzt.
Vier Schutzgebiete für die Tallgrass-Prärie befinden sich in den Flint Hills. Das größte von ihnen, die Tallgrass Prairie Preserve in den Osage Hills in der Nähe von Pawhuska in Oklahoma beherbergt eine große Bisonpopulation und ist ein wichtiger Zufluchtsort für andere Wildtiere wie das Präriehuhn. Die anderen Schutzgebiete, die alle in Kansas liegen, sind das 44 km² große Tallgrass Prairie National Preserve in der Nähe von Strong City, das Flint Hills Tallgrass Prairie Preserve östlich von Cassoday und die Konza Prairie, die von der Kansas State University als biologisches Forschungsgebiet für Hochgrasprärie betreut wird und in der Nähe von Manhattan liegt. Außerdem liegt am Rand beziehungsweise, je nach Definition der Grenzen, außerhalb der Flint Hills das vor allem zum Tierschutz eingerichtete Flint Hills National Wildlife Refuge.